# Нортвуд (Пенсільванія)
Нортвуд (англ. Northwood) — переписна місцевість (CDP) в США, в окрузі Блер штату Пенсільванія. Населення — 269 осіб (2020).

## Географія
Нортвуд розташований за координатами 40°41′11″ пн. ш. 78°13′38″ зх. д. / 40.68639° пн. ш. 78.22722° зх. д. (40.686375, -78.227125).  За даними Бюро перепису населення США в 2010 році переписна місцевість мала площу 1,37 км², уся площа — суходіл.

## Демографія
Згідно з переписом 2010 року, у переписній місцевості мешкало 296 осіб у 123 домогосподарствах у складі 88 родин. Густота населення становила 216 осіб/км².  Було 130 помешкань (95/км²).
Расовий склад населення:
| - 98,3 % — білих - 1,0 % — корінних американців |

До двох чи більше рас належало 0,7 %. Частка іспаномовних становила 0,0 % від усіх жителів.
За віковим діапазоном населення розподілялося таким чином: 20,9 % — особи молодші 18 років, 59,8 % — особи у віці 18—64 років, 19,3 % — особи у віці 65 років та старші. Медіана віку мешканця становила 41,4 року. На 100 осіб жіночої статі у переписній місцевості припадало 104,1 чоловіків;  на 100 жінок у віці від 18 років та старших — 98,3 чоловіків також старших 18 років.
За межею бідності перебувало 8,3 % осіб, у тому числі 23,0 % дітей у віці до 18 років та 0,0 % осіб у віці 65 років та старших.
Цивільне працевлаштоване населення становило 164 особи. Основні галузі зайнятості: виробництво — 34,1 %, науковці, спеціалісти, менеджери — 23,2 %, інформація — 18,3 %.